# Roberto Peraza
Roberto Peraza Santos (sinh ngày 12 tháng 4 năm 1995 ở La Habana, Cuba) là một cầu thủ bóng đá người Cuba thi đấu cho La Habana.

## Sự nghiệp câu lạc bộ
Cùng với đồng đội Alberto Gómez, Peraza chuyển đến câu lạc bộ Cộng hòa Dominica Atlético Vega Real vào tháng 4 năm 2017.
Ngày thứ 18 của Liga Dominicana de Fútbol 2017, thi đấu cho Bauger, tiền vệ được lựa chọn là Cầu thủ xuất sắc nhất Tuần vì màn trình diễn trong chiến thắng 2-0 Universidad O&M FC, có hai quả phạt đền and netting one goal.

## Sự nghiệp quốc tế
Anh ra mắt quốc tế cho Cuba vào tháng 10 năm 2016 trong trận giao hữu trước Hoa Kỳ, lần ra sân duy nhất tính đến tháng 1 năm 2018.